# Zach Braddock
Pour les articles homonymes, voir Braddock.
William Zachary Braddock (né le 23 août 1987 à Mount Holly, New Jersey, États-Unis) est un lanceur de relève gaucher de baseball évoluant en Ligue majeure. Il est présentement agent libre.

## Carrière

### Brewers de Milwaukee
Zach Braddock est drafté en juin 2005 par les Brewers de Milwaukee au 18e tour de sélection. Ce lanceur partant gaucher est converti en releveur à partir de 2009, alors qu'il s'aligne en ligue mineure avec des clubs affiliés aux Brewers. 

#### Saison 2010
Il fait ses débuts en Ligue majeure le 23 mai 2010 alors qu'il lance deux manches en relève pour Milwaukee sans accorder de point aux Twins du Minnesota. Le 6 juin de la même année, il est crédité de sa première décision - une victoire - dans les grandes ligues, après une sortie d'une manche face aux Cards de Saint-Louis. Il maintient une moyenne de points mérités de 2,94 en 46 parties comme releveur et 33 manches et deux tiers lancées en 2010. Il remporte une victoire contre deux défaites et enregistre 41 retraits sur des prises.

#### Saison 2011
En 2011, il ne totalise que 17 manches et un tiers au monticule en 25 matchs. En plus d'une défaite comme seule décision, sa moyenne de points mérités s'élève à 7,27. Il réussit 18 retraits sur des prises mais accorde 11 buts-sur-balles durant ces quelques sorties.
Il est libéré par les Brewers le 4 mai 2012 sans avoir joué un match pour eux dans la nouvelle saison. 

## Statistiques
| Saison | Équipe    | G  | GS | CG | SHO | V | D | SV | IP   | SO | ERA  |
| ------ | --------- | -- | -- | -- | --- | - | - | -- | ---- | -- | ---- |
| 2010   | Milwaukee | 46 | 0  | 0  | 0   | 1 | 2 | 0  | 33.2 | 41 | 2,94 |
| Totaux | Totaux    | 46 | 0  | 0  | 0   | 1 | 2 | 0  | 33.2 | 41 | 2,94 |

Note : G = Matches joués ; GS = Matches comme lanceur partant ; CG = Matches complets ; SHO = Blanchissages ; 
V = Victoires ; D = Défaites ; SV = Sauvetages ; IP = Manches lancées ; SO = Retraits sur des prises ; ERA = Moyenne de points mérités.